# Carlos Alberto Fabra Perugorría
Carlos Alberto Fabra Perugorría (Uruguai, 20 de Julho de 1936 — São Vicente, 2004) foi um artista plástico que retratou através de pinturas diversos momentos históricos, como a fundação da Vila de São Vicente e alguns personagens influentes, desde o fundador da Vila, Martim Afonso de Sousa, até mesmo o degredado Bacharel Cosme Fernandes.

## Carreira
Fez diversos cursos ao longo de sua vida desde que chegou no Brasil em 1980. Pode-se citar entre eles: Língua e Literatura Espanhola e Hispanoamericana; Técnicas de Microfilmagem e Documentação;  Artes Plásticas etc. Ele também trabalhou em diversos locais, como no Birô de Microfilmagem da USP, no Instituto Histórico e Geográfico de São Paulo, na SECULT da Prefeitura Municipal de São Vicente e no Instituto Histórico Geográfico de São Vicente, além de diversas outras experiências profissionais.

## Obras
Carlos foi responsável pela pintura de 37 quadros retratando momentos e paisagens de São Vicente, mas além disso, ele também colaborou com a efetuação de diversas pesquisas sobre a mesma cidade. Dentre as diversas pinturas, pode-se citar:
- Reunião da 1ª Câmara Eleita
- Desembarque das Caravelas de Martim Afonso
- Bacharel Mestre Cosme Fernandes
- Porto das Naus
- Expulsão do Bacharel
- O Maremoto
- Fundação da Vila de São Vicente

Citando sua colaboração em pesquisas, pode-se citar:
- Poliantéia Vicentina (1980)
- Gohaió - Capitânia Hereditária de São Vicente (2000)

E seu livro póstumo:
- São Vicente Primeiros Tempos (2009)